# Agmina kapiwa
Agmina kapiwa is een schietmot uit de familie Ecnomidae. De soort komt voor in het Australaziatisch gebied.